# Carretera Kabul–Jalalabad

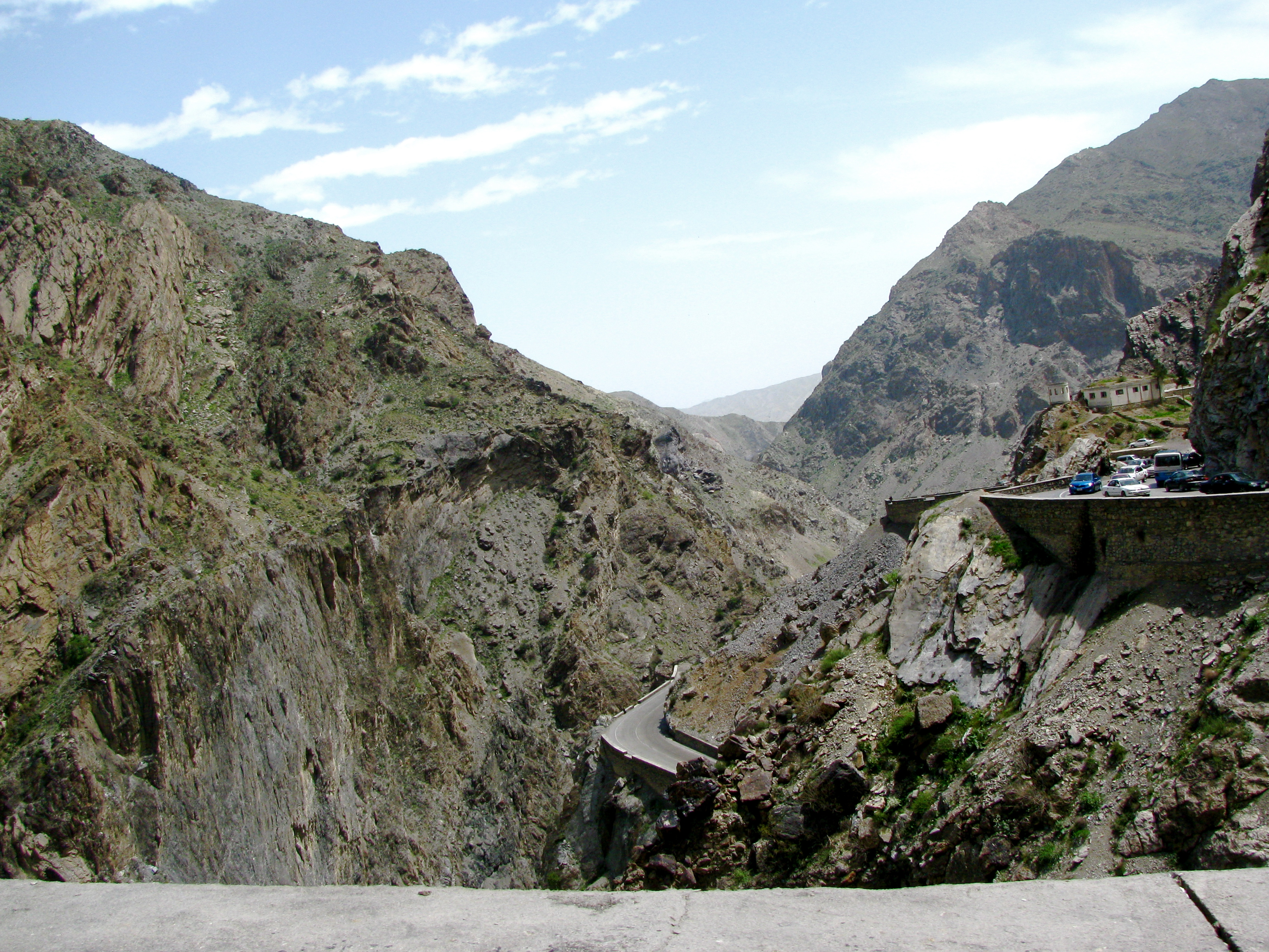
Vista de la ruta

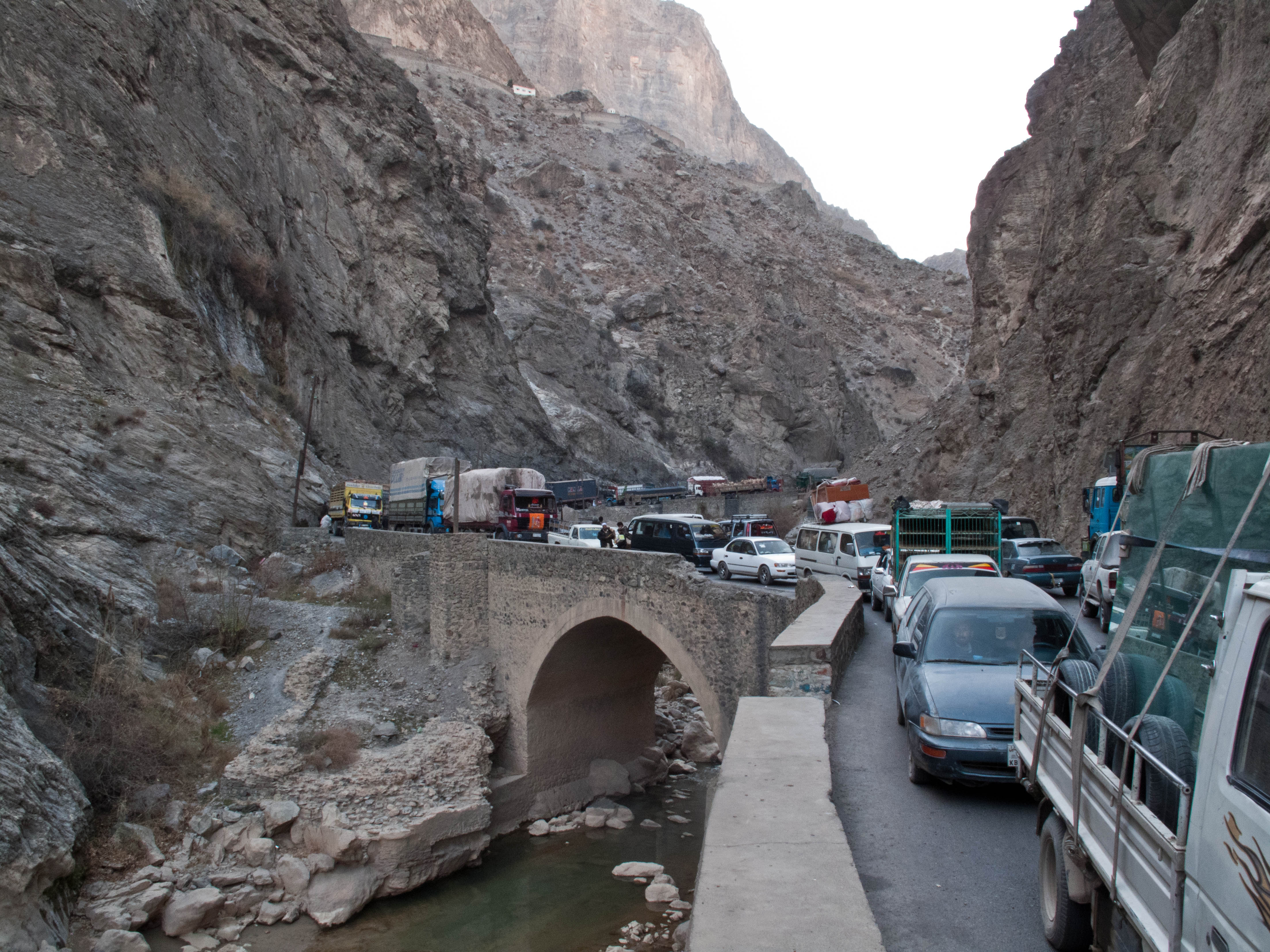
Tráfico detenido en la ruta.

La Carretera Kabul–Jalalabad, también conocida como Carretera Nacional 08 (NH08), es una carretera que va entre las ciudades afganas de Kabul (la capital nacional) y Jalalabad, la más grande ciudad en el este de Afganistán y capital de la provincia de Nangarhar. Una parte del camino atraviesa el desfiladero Tang-e Gharu.
La carretera tiene una longitud de unos 152 km y sube desde una altura de 575 m en Jalalabad hasta 1790 m en Kabul. Debido a los numerosos accidentes de tráfico, la carretera entre Jalalabad y Kabul se considera una de las más peligrosas del mundo. Consiste en caminos estrechos con curvas cerradas que pasan por altos acantilados y el valle del río Kabul debajo, que corre en paralelo.
Es una gran parte del tramo afgano de la Grand Trunk Road. Partes del camino siguen la desastrosa retirada de 1842 de Kabul del ejército británico.